# Памятник Александру III (Иркутск)
Памятник Александру III в Иркутске был установлен в честь российского императора Александра III в 1908 году по итогам всероссийского конкурса, объявленного в 1902 году. Снесён в 1920 году на основании декрета «О памятниках республики». Восстановлен в 2003 году.

## Описание
На гранях пьедестала расположены бронзовые портреты выдающихся исторических деятелей, которые внесли заметный вклад в освоение и развитие Сибири. Полированные блоки сделаны из финского гранита и обработаны в мастерской Ганта.
На северной части монумента изображён Ермак Тимофеевич, личность, сделавшая большой вклад в присоединение Сибири к российскому государству.
На грани, обращённой к югу, изображён Михаил Михайлович Сперанский, бывший с 1819 по 1821 год генерал-губернатором Восточной Сибири и проведший успешные реформы региона.
На западной грани, обращённой к Ангаре, изображён генерал-губернатор Восточной Сибири граф Николай Николаевич Муравьёв-Амурский.

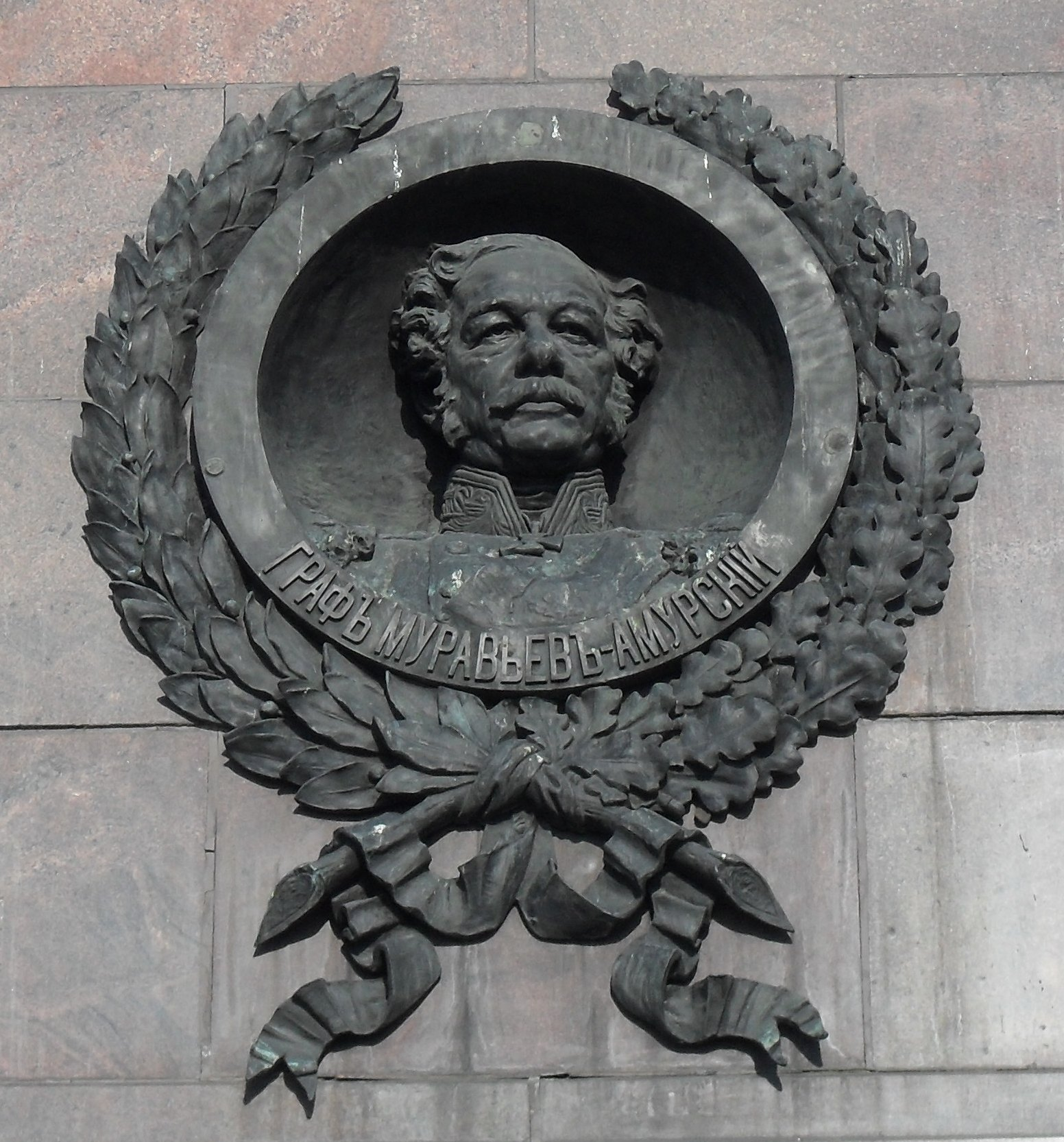
Граф Н. Н. Муравьёв-Амурский (барельеф на западной грани гранитного постамента)

На восточной стороне находится герб Российской империи — двуглавый орёл, в лапах которого свиток, царский рескрипт, данный на имя наследника, цесаревича Николая Александровича: 
Ваше Императорское Высочество, прибыв, после дальнего плавания, в пределы земли Русской, Вы, согласно повелению Моему, положили во Владивостоке в 19-й день мая 1891 года начало сооружения предначертанного Мною сплошного Сибирского железнодорожного пути. Ныне, назначая Вас Председателем комитета Сибирской железной дороги, я поручаю Вам привести это дело мира и просветительной задачи России на Востоке к концу. Да поможет Всевышний осуществить предприятие, столь близко принимаемое Мною к сердцу, совместно с теми предположениями, которые должны способствовать заселению и промышленному развитию Сибири. Твердо верю, что Вы оправдаете надежды Мои и дорогой России. Искренне от всей души любящий Вас Александр.
 На углах постамента гербы Сибири, Иркутской и Енисейской губерний и Якутской области. Справа от двуглавого орла — герб Иркутска: бабр с соболем в зубах. Вес бронзовой фигуры — 4 тонны, высота — 5,5 метра.
Сам российский император одет в форму казачьего атамана сибирских войск.

## История памятника

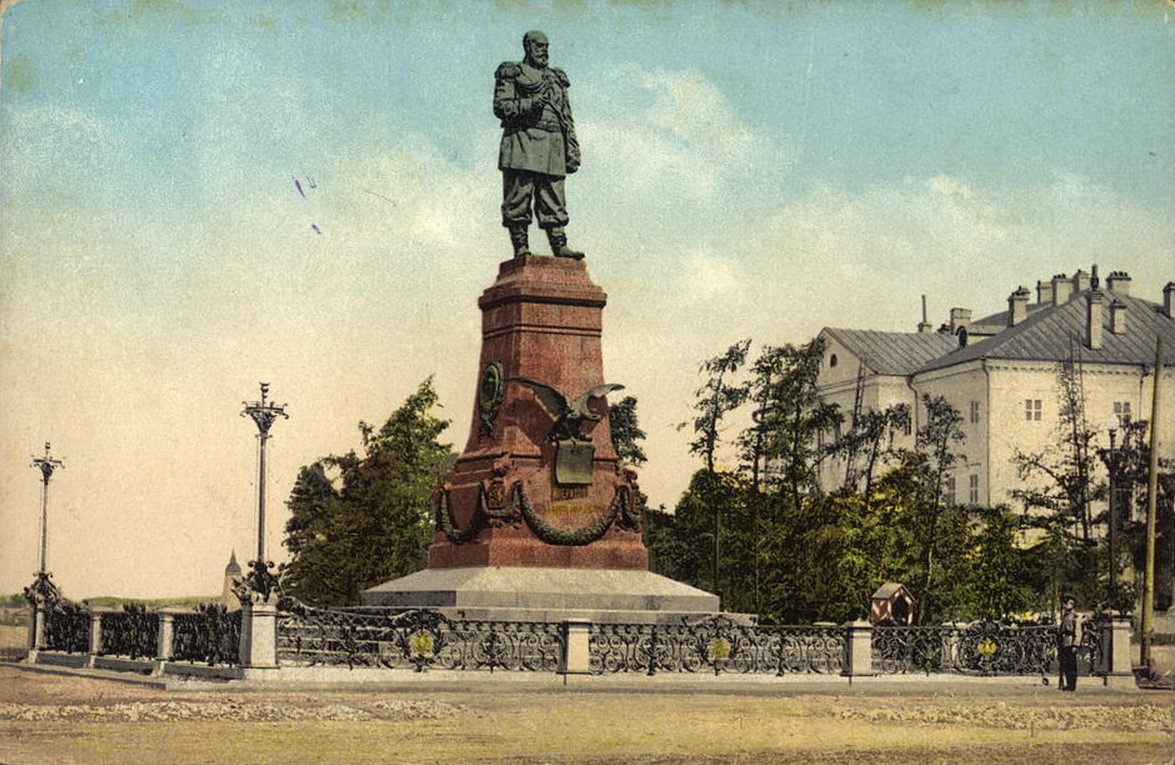
Дореволюционный памятник

В честь завершения работ по строительству Транссибирской железной дороги было принято решение о возведении памятника царю в благодарность за принятое им решение о строительстве. В связи с решением в 1902 году был объявлен всероссийский конкурс. Вскоре одобрение получил проект Роберта Романовича Баха, который был признан лучшим, и за что Бах был награждён премией в размере двух тысяч рублей. О результатах конкурса писалось: 
2 марта 1902 г. в Петербурге, в Кушелевской галерее Академии художеств Великие князья и княгини осматривали выставленные модели проектируемого к установке в Иркутске памятника Александру III. На осмотре присутствовали министр внутренних дел Д. С. Сипягин, иркутский генерал-губернатор А. И. Пантелеев, председатель конкурсной комиссии граф П. Ю. Сюзор. Премия 1-й степени была присуждена Р. Р. Баху, с одобрения Государя Императора Николая II, который внёс в проект некоторые изменения.
 К началу 1903 года созданный в Иркутске комитет по сбору средств на сооружение памятника российскому императору собрал около ста пятидесяти тысяч рублей. Летом того же года началась торжественная церемония закладки фундамента:
22 июня были выстроены войска местного гарнизона и учащиеся города, в 12 часов прибыл крестный ход из Михайло-Архангельской церкви. Затем высокопреосвященный Тихон совершил торжественную литургию. После этого бывший генерал-губернатор Восточной Сибири, член Государственного совета А. И. Пантелеев, отправляющий должность генерал-губернатора В. Н. Булатов и городской голова Б. П. Шостакович последовали к месту закладки. Начался торжественный молебен. Была заложена серебряная доска с соответствующей надписью. После трёхкратного исполнения национального гимна, покрытого криками «Ура!», войска прошли церемониальным маршем.
В 1908 году памятник был торжественно открыт. Открытию памятника основателю Великого Сибирского железнодорожного пути проводило руководство железной дороги. Для участия непосредственно в открытии была введена особая пропускная система по пригласительным билетам. Перед открытием памятника прошёл крестный ход до площади перед памятником, где состоялся молебен. Во время исполнения певчими «Вечной памяти» с памятника была спущена завеса. Затем войска отдали честь и был произведён салют из орудий, на городских колокольнях раздался колокольный звон. Место, где установили памятник, получило название Александровский сквер (сад). Ограда вокруг памятника появилась в 1912 году, она была сделана в Петербурге в виде чугунной решётки с рисунками (с растительными мотивами и повторением изображения герба Московского княжества).
Вскоре после революции 1917 года в 1920 году в первомайские праздники по Декрету о памятниках республики бронзовую статую царя и бронзовые надписи на полированном граните «Императору Александру III» и «Благодарная Сибирь» убрали, а сами части статуи некоторое время находились на территории Восточно-Сибирского отдела Императорского Русского географического общества. Дальнейшая их судьба неизвестна. По основной версии, её отправили на переплавку, после чего в 1940-е годы был отлит памятник Ленину, который и ныне возвышается в районе управления Иркутской ГЭС. Пьедестал без императора простоял 43 года. В годы Великой Отечественной войны, когда в массовом сознании началась переоценка духовных ценностей, связанных с русской историей, отношение ко многим деятелям дореволюционной истории начало меняться. После чего, в 1947 году, начали рассматривать вариант установки памятника русскому исследователю и мореплавателю Григорию Ивановичу Шелихову в честь 200-летия его рождения и признания его заслуг в основании Русской Америки. Идея установить его в Иркутске возникла по причине того, что именно там был захоронен Шелихов. Открытие памятника планировалось к 1950 году, финансирование оценивалось в 400 тысяч рублей. Однако скульптура до Иркутска так и не дошла и была передана министерством культуры  в другой город .

Шпиль «Первопроходцам Сибири» (c 1963 по 2003 гг)

В 1963 году на пьедестале бывшего памятника был установлен бетонный пирамидальный шпиль, который стали называть памятником «Первопроходцам Сибири» по проекту иркутского архитектора Виктора Петровича Шматкова.
После распада СССР разрушенные памятники начали со временем восстанавливать. В 1995 году с инициативой восстановления памятника выступили Виктор Бронштейн и Геннадий Гайда, но не получили разрешение властей. 24 апреля 2003 года решение о восстановлении памятника было принято Восточно-Сибирской железной дорогой и одобрено Иркутской городской думой. По проекту скульптора Российской академии художеств Чаркина Альберта Серафимовича была восстановлена и отлита бронзовая статуя, которая достигает пяти метров в высоту. Восстановление проведено на средства Восточно-Сибирской железной дороги. Изготовили её на санкт-петербургском комбинате «Монументскульптура». В июне 2003 года бетонный шпиль был демонтирован и роздан всем желающим. Осенью 2003 года, в столетний юбилей Транссибирской железной дороги, статуя была установлена на постамент и памятник был торжественно открыт. На церемонии открытия присутствовали губернатор Иркутской области Борис Говорин, президент Республики Бурятия Леонид Потапов.
Памятник как минимум пять раз подвергался вандализму. Восстановлением памятника после вандализма занимался иркутский скульптор и литейщик Георгий Колдушко.
В 2016 году началась реставрация памятника.

## Отражение в культуре
- Памятник был изображён на обложке литературного журнала «Сибирь» (март 2003 года).

## Галерея

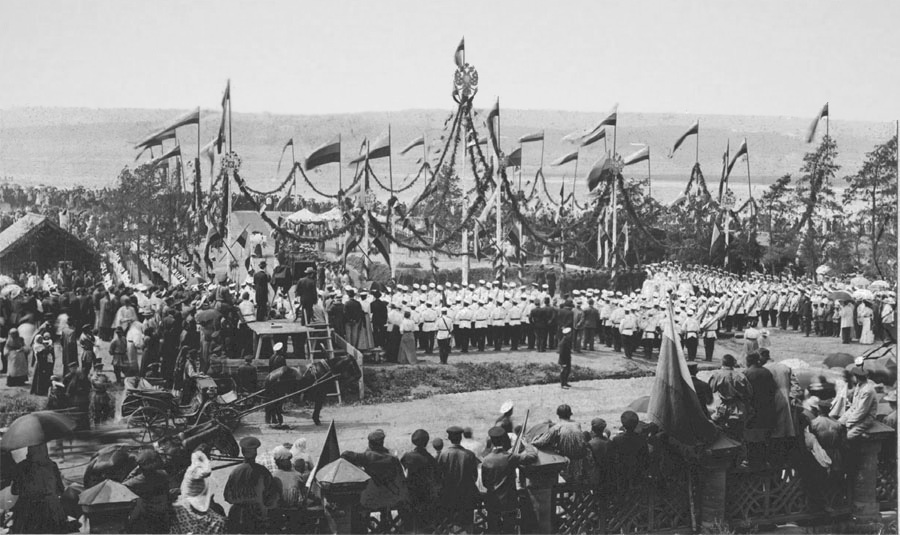
Закладка, 1903
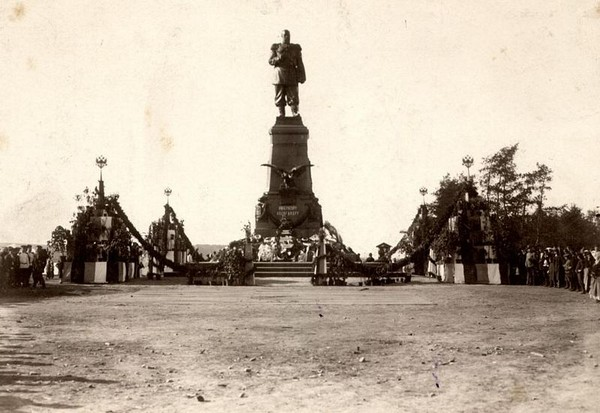
Открытие, 1908
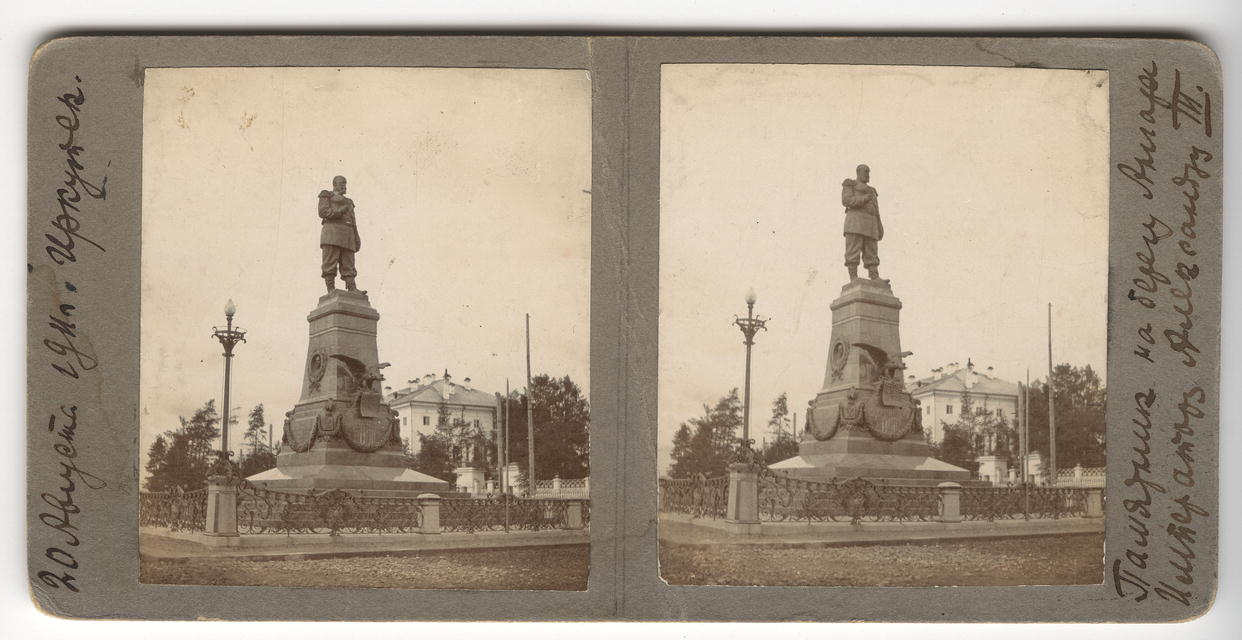
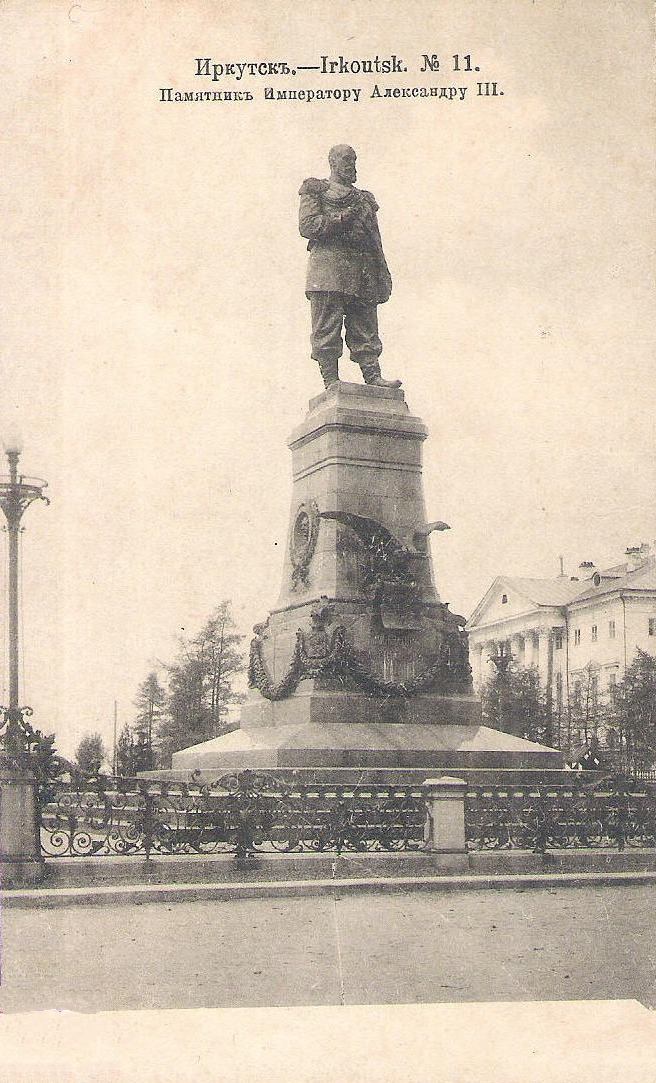
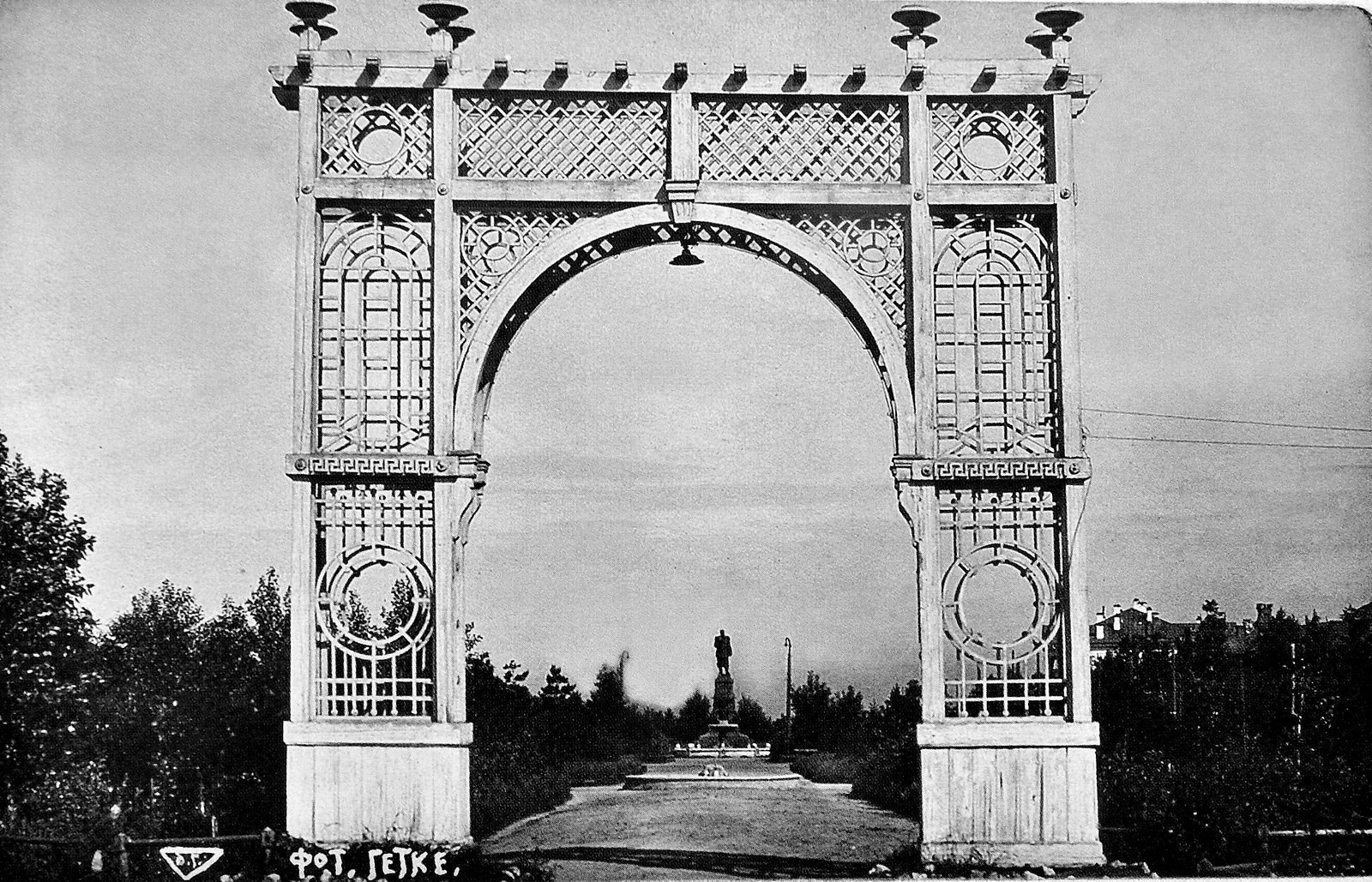
Александровский сад
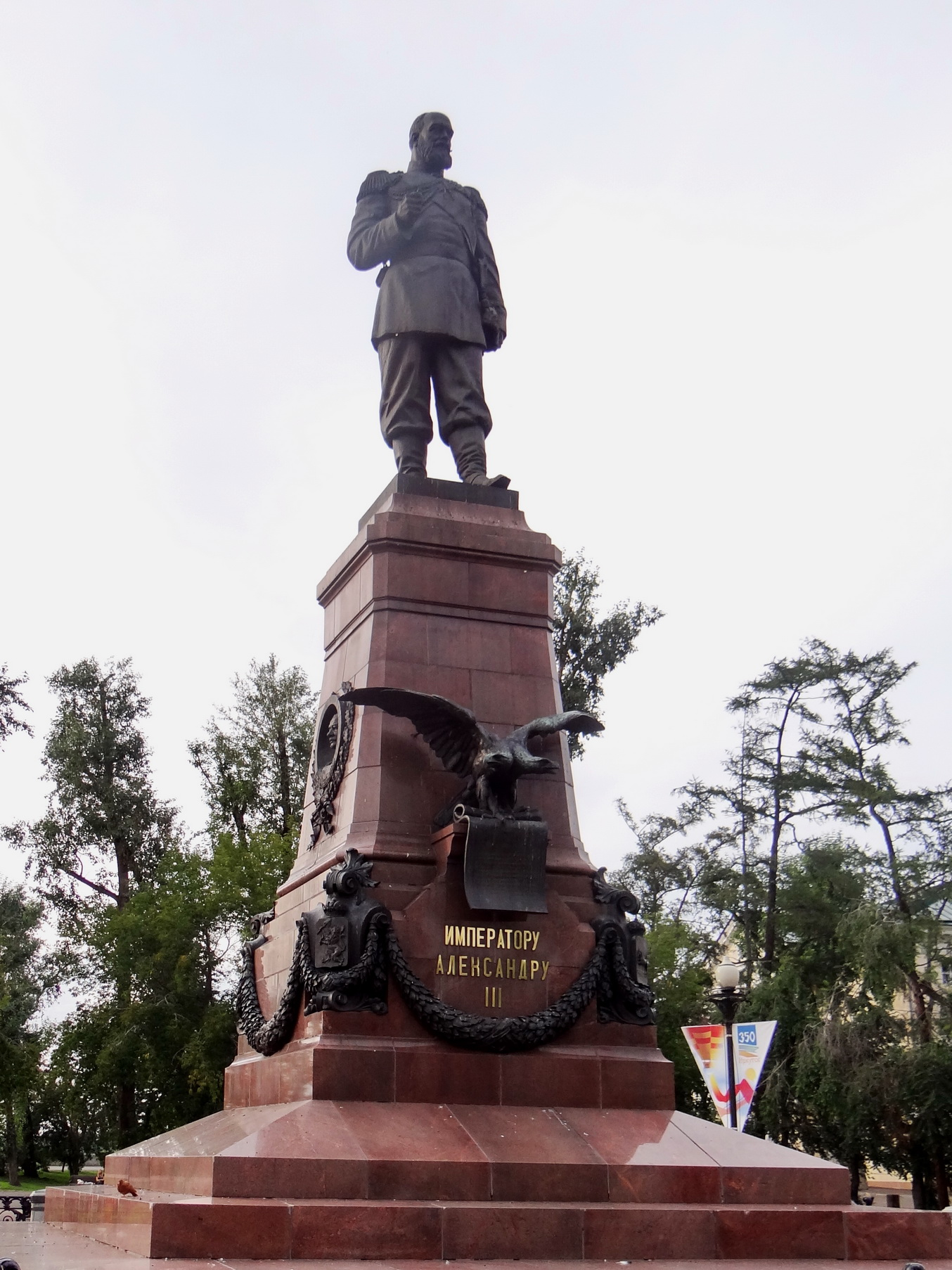
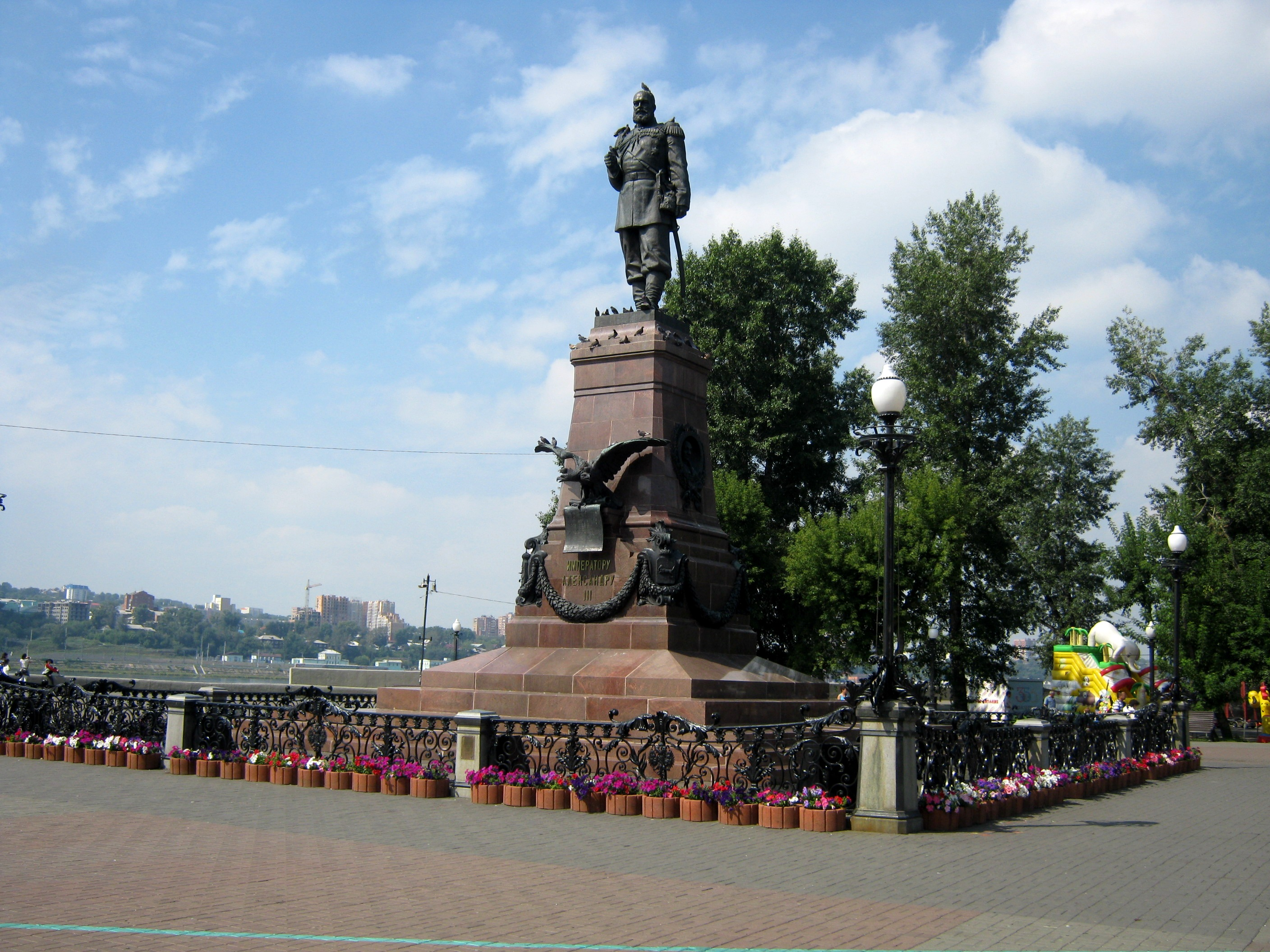
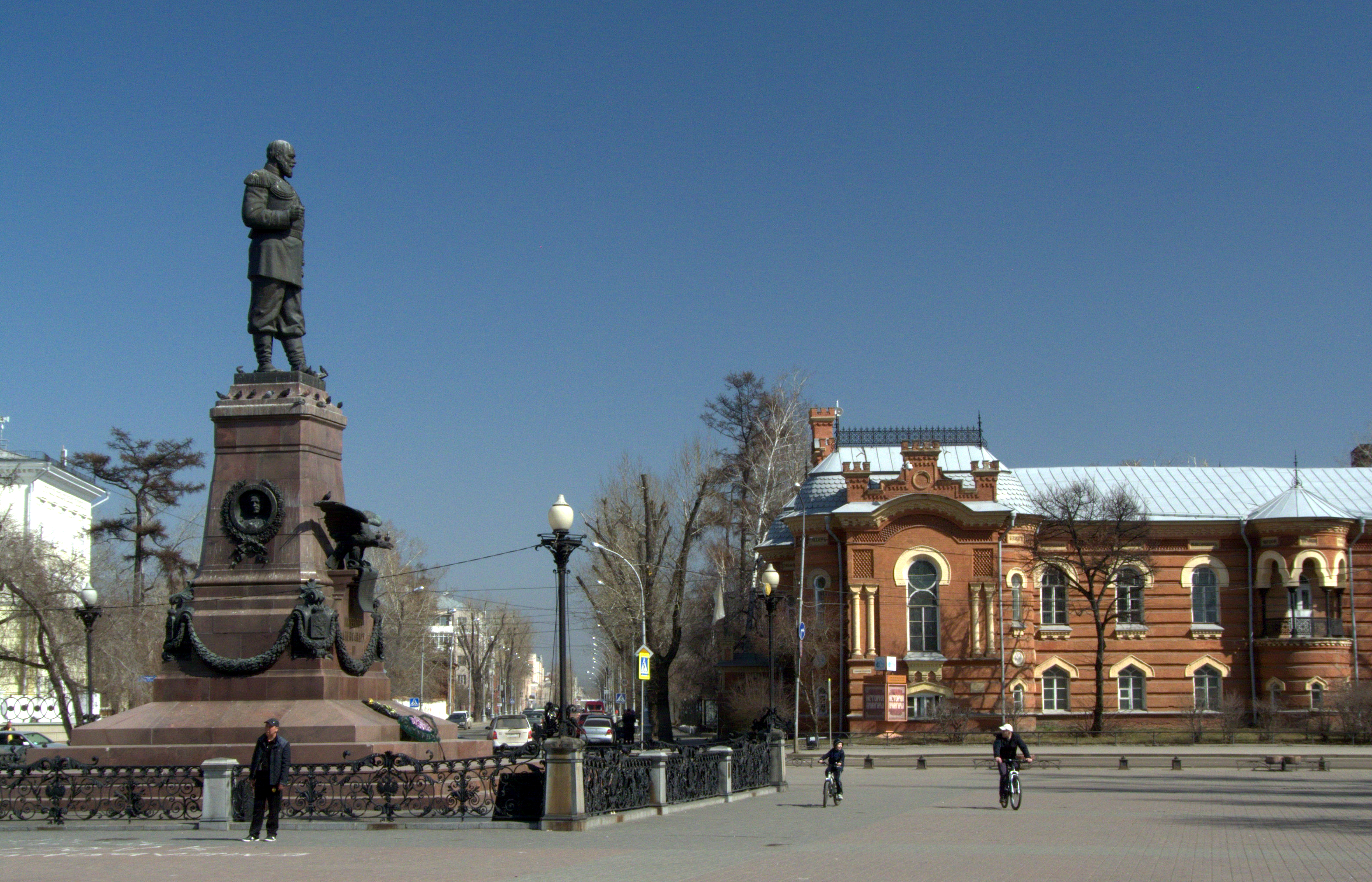
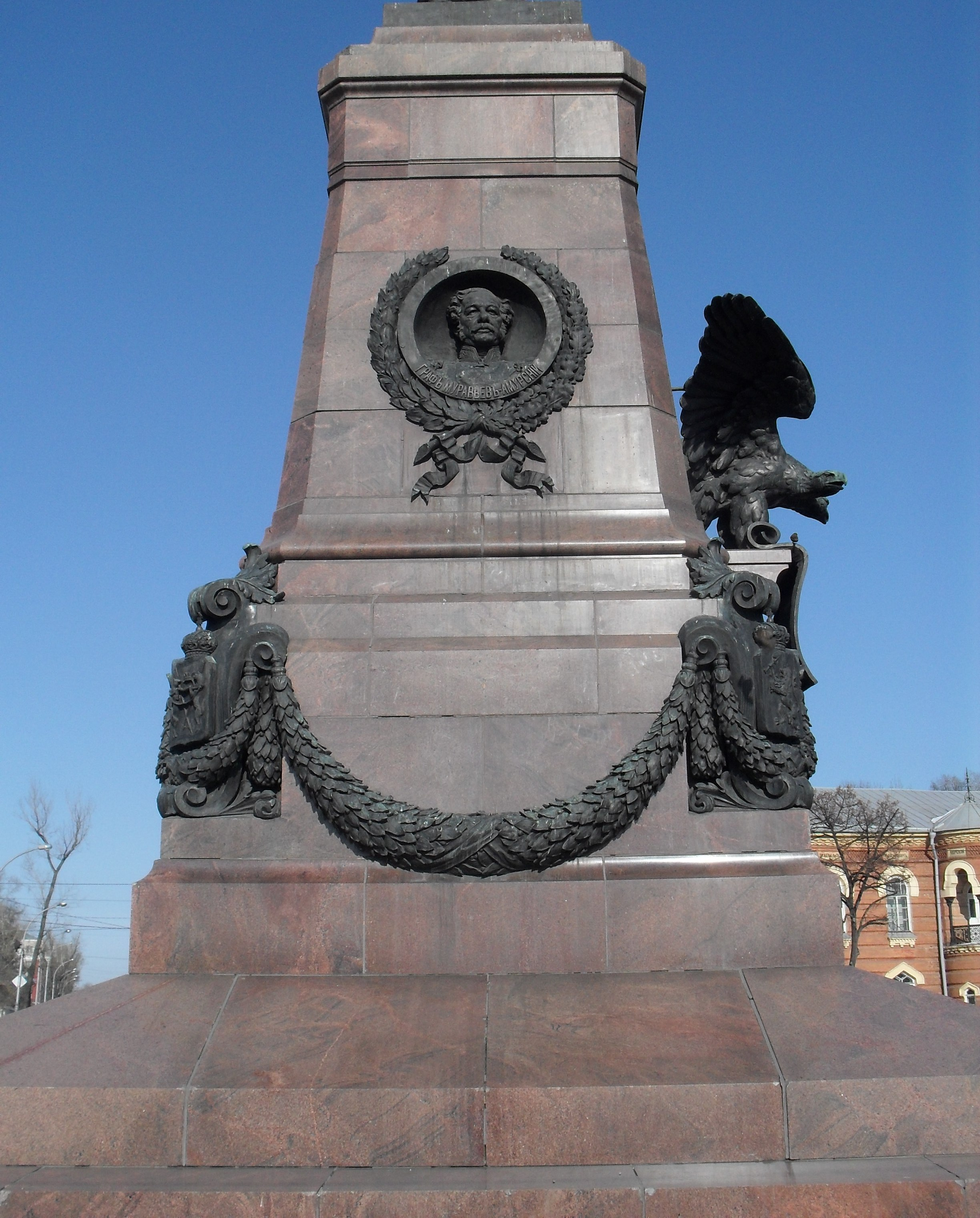
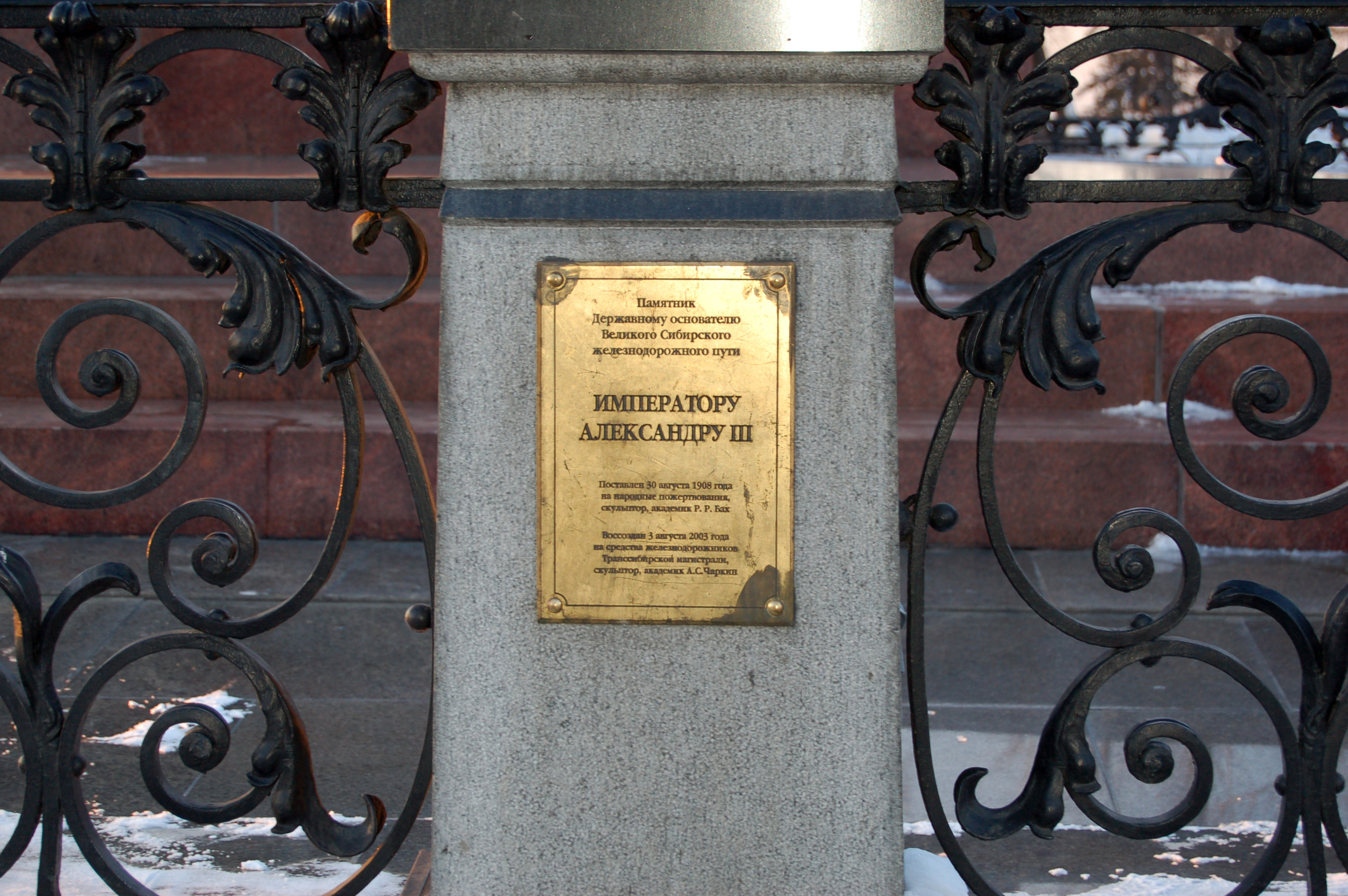
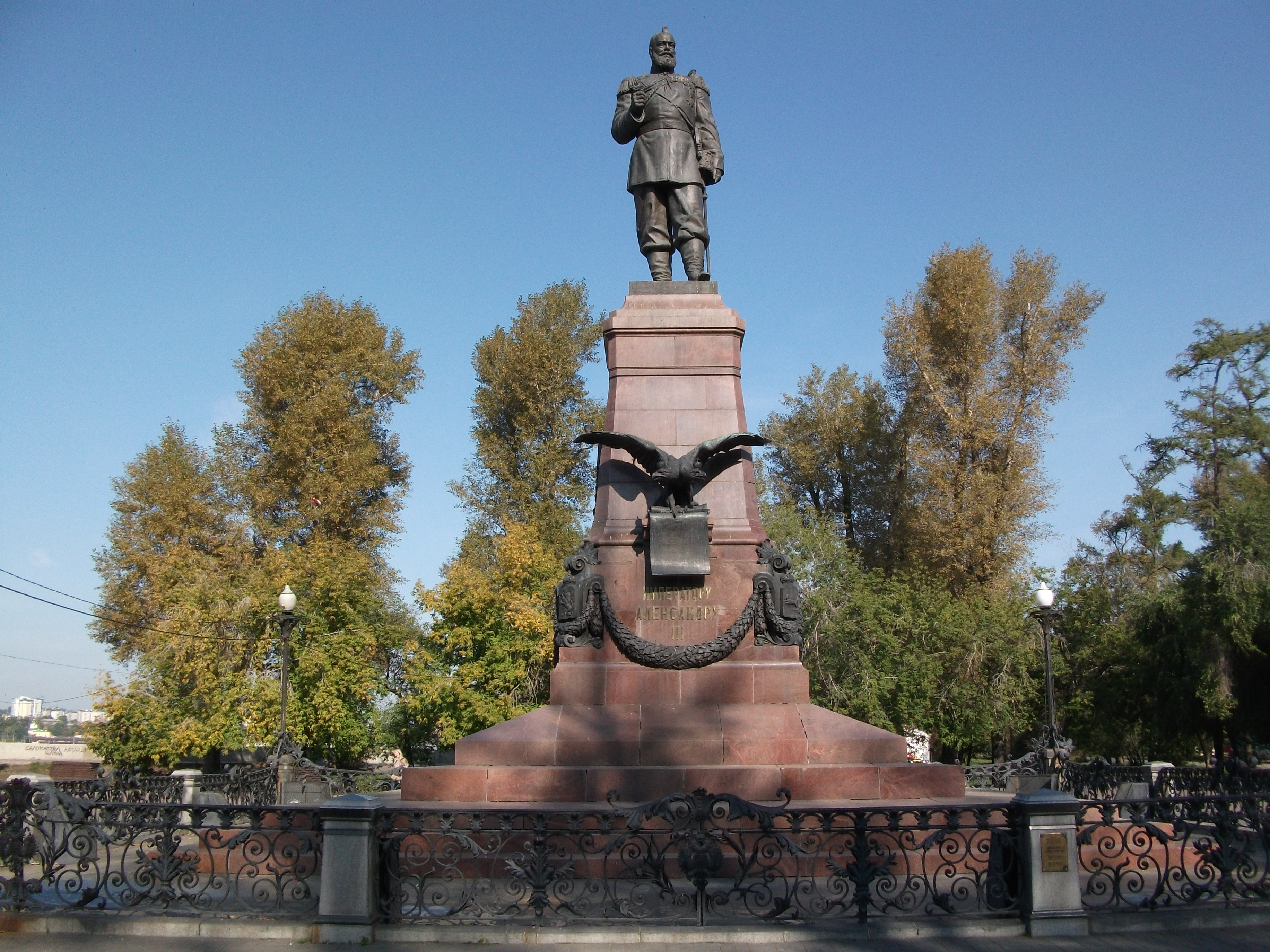